# Vengo jezik
Vengo jezik (babungo, nge, ngo, nguu, ngwa, pengo, vengi, vengoo; ISO 639-3: bav), jezik podskupine južnih ring jezika, nigersko-kongoanska porodica, kojim govori 27 000 ljudi (2008) u kamerunskoj provinciji North West (Nord-Ouest).
Srodni su mu jezici wushi [bse], kenswei-nsei [ndb], bamunka [bvm]. Piše se na latinici. Pripadnici etničke grupe sebe nazivaju Vengoo.

## Vanjske poveznice
- Ethnologue (14th)
- Ethnologue (15th)